# Pinte de Saint-Martin
Ce polissoir Pinte (ou Puits) de Saint-Martin est situé sur la commune française de Corancez, département d'Eure-et-Loir en région Centre-Val de Loire. Il est classé monument historique depuis 1889.

La pierre doit son nom à la cavité centrale retenant l'eau. Cette cuvette a en effet été attribuée à l'empreinte d'un pied du cheval de Saint-Martin.

## Localisation et propriété
Le polissoir se trouve à environ 1,5 km au sud du village sur la route de Vovelles (D 150). Son emplacement, près de la route, est signalé par un poteau indicateur.

Son propriétaire est la Société archéologique d'Eure-et-Loir (SAEL) qui, malgré le classement de 1889, a dû le sauver de la destruction en 1906 : alertée lors de son assemblée générale du 18 janvier par M. Lestrade, notaire à Prunay-le-Gillon, la SAEL l'a acquis par l'intermédiaire d'un de ses membres, M. Fouju, qui lui en a fait don, M. Lestrade faisant de son côté abandon de ses honoraires.

## Dimensions
Cette imposante dalle de grès mesure 5,30 m sur 2,20 m et présente plusieurs groupes de rainures et de cuvettes.

Le polissoir de la Pinte de Saint-Martin
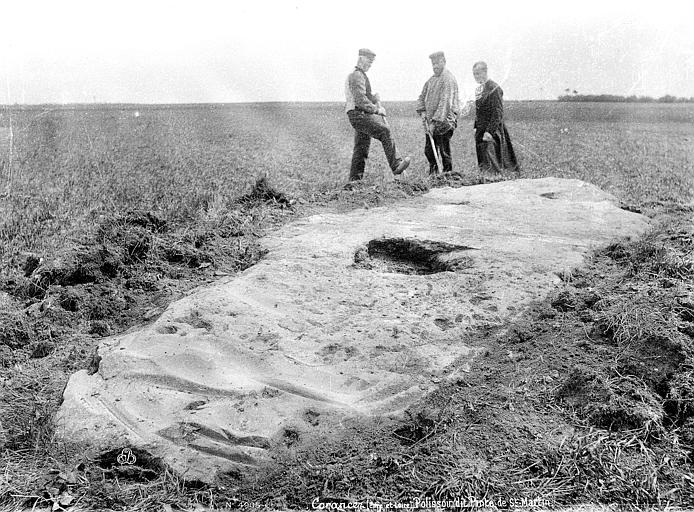
Septembre 1891 par Mieusement.
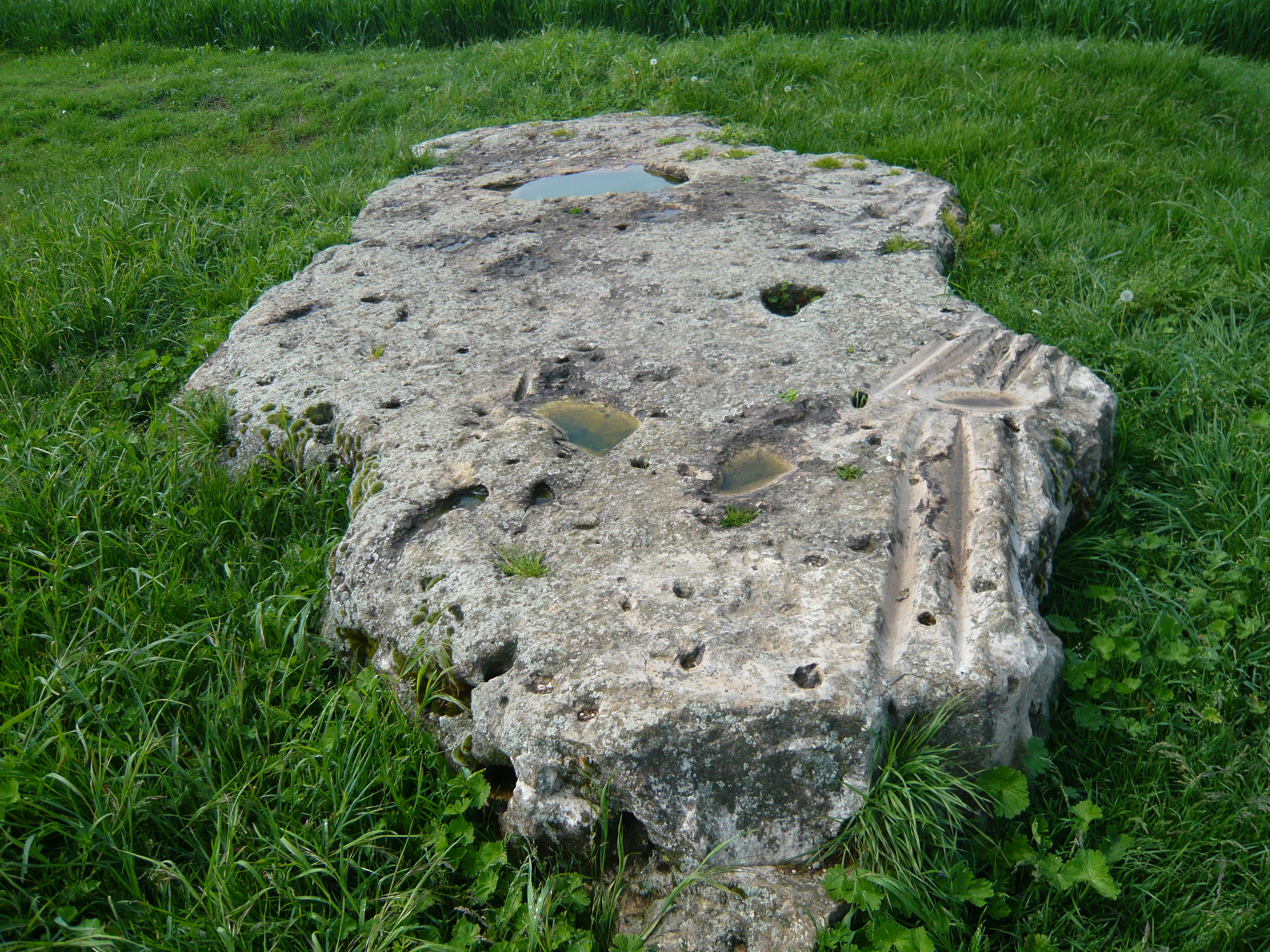
Avril 2014.
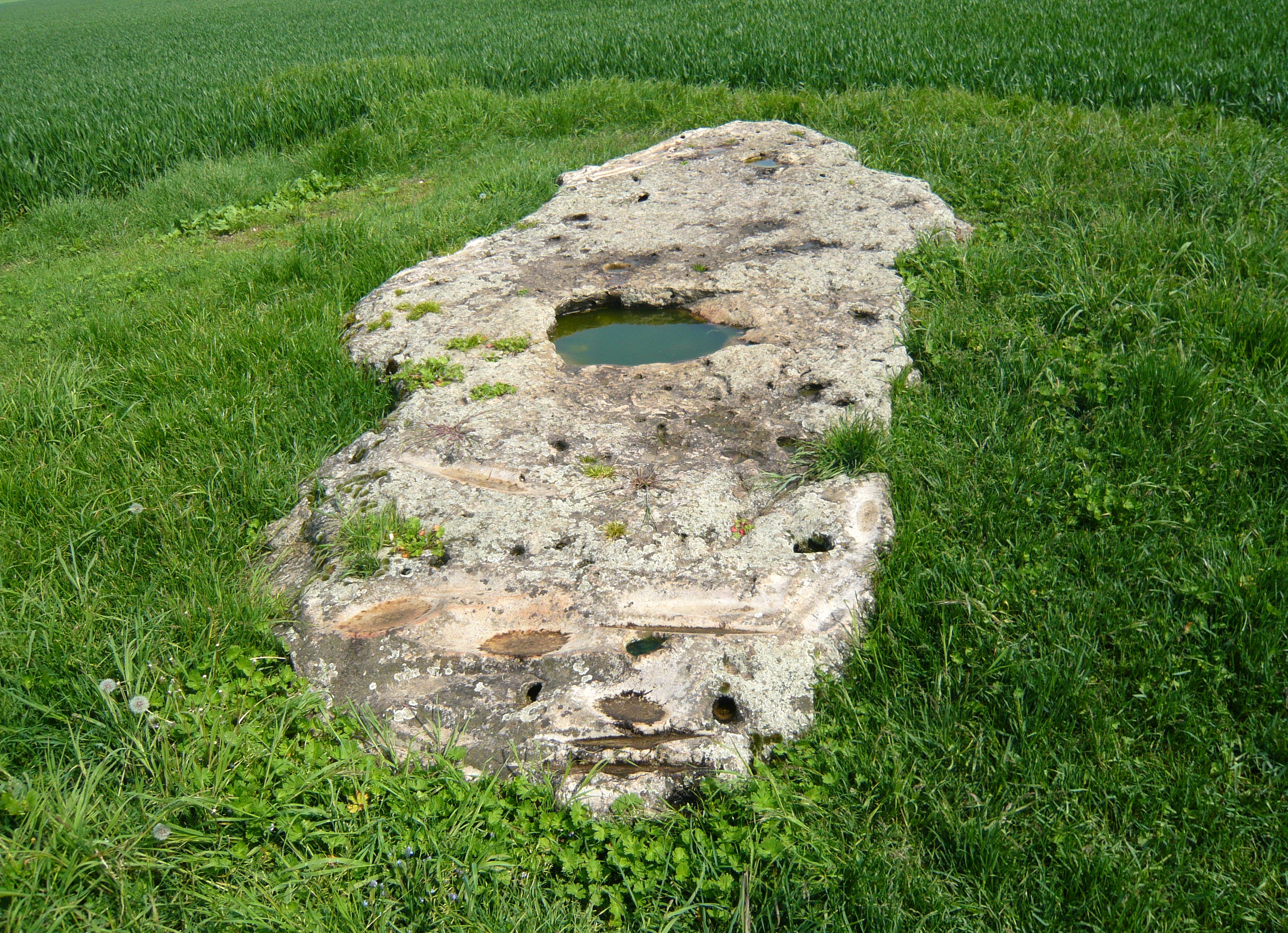
Avril 2014.